# Хабши (династия)

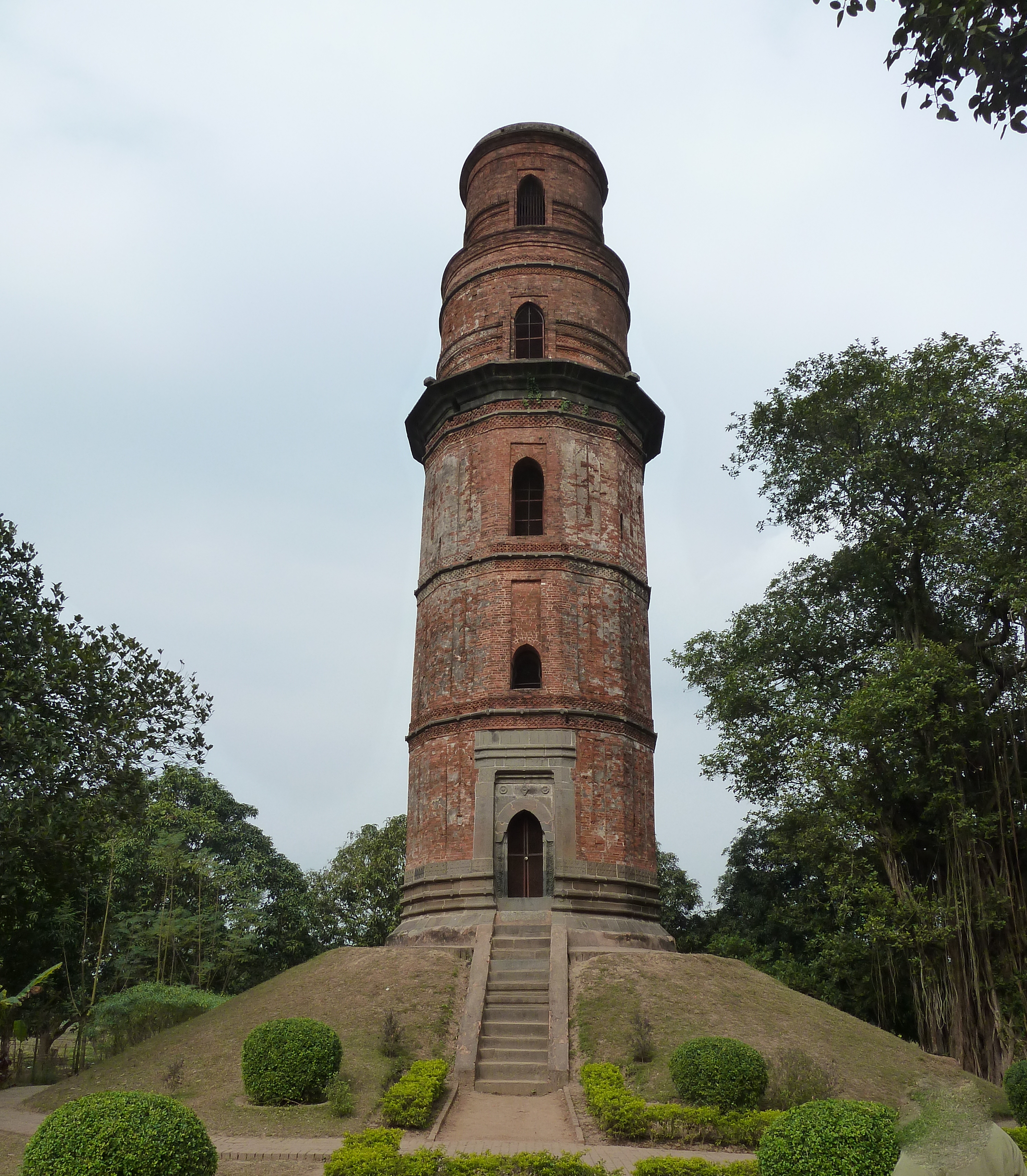
Минарет Фируз-минар в Гауре

Династия Хабши (Абиссинская династия) правила в Бенгальском султанате около восьми лет, при этом сменилось четыре султана:
1. Гийас ад-дин Бабрак-шах — 1487—1488 годы;
2. Сайф ад-дин Фируз-шах — 1488—1490 годы;
3. Кутб ад-дин Махмуд-шах — 1490 год;
4. Шамс ад-дин Музаффар-шах — 1490—1493 годы.

Династия пришла к власти после переворота, организованного абиссинской дворцовой охраной (пайк).
Бабрак-шах продержался на троне 2—6 месяцев, он отличался подозрительностью, неуверенностью доходящей до паранойи. Он подозревал и преследовал даже приближённых абиссинцев. Он казнил по подозрению в потенциальной измене, окружал себя только отборными проверенными сподвижниками. Знатный абиссинец Малик Андиль, объединившись со сторонниками прежней династии, организовал покушение на Бабрак-шаха и занял трон, приняв титул Саиф Фируз-шаха.
Фируз-шах пользовался поддержкой и Ашрафов, и Хабаши. Он пользовался авторитетом и проявлял заботу и щедрость как по отношению к мусульманам, так и к не-мусульманам, занимался строительством мечетей и развитием культуры. Он построил минарет Фируз-Минар в Гауре. Его сын не смог удержаться на троне, его советник осуществил переворот, и занял трон как Шамс ад-дин Музаффар-шах. Он продолжал политику Фируз-шаха, однако недовольство абиссинцами среди индийских и ашрафских слоёв населения достигло апогея, и в результате заговора, который возглавил его визирь Ала ад-дин Хусайн-шах, султан был убит.
После кровавых столкновений Ала ад-дин Хусайн-шах отстранил от должностей Хабши и ликвидировал дворцовую охрану пайков.